# Marokkos barriere i Vestsahara
Marokkos barriere i Vestsahara er en 2.000 km lang barriere eller forsvarsmur som deler Vestsahara i to. Marokko byggede den i flere faser under Vestsahara-krigen fra 1976. Muren deler landet på langs i nordøstlig/sydvestlig retning. Den skiller den vestlige del af Vest-Sahara som er kontrolleret af Marokko fra den østlige, som er kontrolleret af Polisario og SADR.
Selve muren er en omkring tre meter høj jordvold og beskyttet af hegn og minefelter. Der ligger også militærlejre og vagtposter med omkring 5 kilometers mellemrum langs hele muren. Marokko bruger omkring 100.000 soldater til at bevogte delelinjen. Barrieren skal være i stand til at stoppe biler. Minefelterne i Vest-Sahara er så omfattende, at hjælpeorganisationer siger at det aldrig kan lade sig gøre at fjerne alle.
FN har haft observatører på begge sider af barrieren for at overvåge våbenhvilen fra 1991.